# Шахбаз, Филипп
Филипп Шахбаз (англ. Philip Shahbaz; род. 1 июля 1974 года, Чикаго, Иллинойс, США) — американский актёр, наиболее известный как голос Альтаира ибн Ла-Ахада в игре Assassin’s Creed компании Ubisoft.

## Биография
Филипп большую часть своего детства провёл в Чикаго, штат Иллинойс. Его семья переехала в Терлок в Калифорнии в 1982 году. Он получив высшее образование в Спокан, штат Вашингтон, прежде чем переехать в Лос-Анджелес, штат Калифорния в 1996 году.
Филипп начал свою актёрскую карьеру в 2005 году играя эпизодического персонажа в сериале «Там» канала FX. С тех пор он появлялся в эпизодических ролях в таких сериалах как «Отряд „Антитеррор“», «Californication», «Анатомия страсти», 24 часа и многих других.
Филипп наиболее известен озвучиванием легендарного убийцы, Альтаира ибн Ла-Ахада, в хите от Ubisoft Assassin’s Creed.

## Фильмография
| Год  |     | Русское название   | Оригинальное название | Роль                        |
| ---- | --- | ------------------ | --------------------- | --------------------------- |
| 2005 | ф   | Матвей 26:17       | Matthew 26:17         | Матвей                      |
| 2005 | с   | Там                | Over There            | Второй иракский солдат      |
| 2006 | с   | E-Ring             | E-Ring                | Охранник дворца             |
| 2006 | кор |                    | Jaded                 | Профессор                   |
| 2006 | с   | Отряд «Антитеррор» | The Unit              | Дасани                      |
| 2006 | с   | Узнай врага        | Sleeper Cell          | Таможенный агент            |
| 2007 | кор | Бесконечный ад     | Unending Hell         | Мухамед                     |
| 2007 | с   | Californication    | Californication       | Человек с телефоном         |
| 2007 | с   | Путешественник     | Journeyman            | Начальник                   |
| 2007 | с   | Чак                | Chuck                 | арт-дилер                   |
| 2007 | ки  | Assassin’s Creed   | Assassin’s Creed      | голос Альтаира ибн Ла-Ахада |
| 2008 | тф  |                    | Caught in the Action  | Тайный                      |
| 2008 | с   |                    | Mind of Mencia        | Террорист                   |
| 2008 | с   | В последний миг    | Eleventh Hour         | ЕР Доктор                   |
| 2009 | кор | Террорист          | The Terrorist         | голос Самеха Базара         |
| 2009 | с   | Билли Ингвал       | The Bill Engvall Show | Maitre’d                    |
| 2010 | с   | 24 часа            | 24                    | Офицер Васим                |
| 2010 | ф   | Здесь был Джеффи   | Jeffie Was Here       | Махмуд                      |
| 2010 | с   | Анатомия страсти   | Grey’s Anatomy        | Арабский переводчик         |
| 2010 | с   | Под прикрытием     | Undercovers           | Сотрудник по связям         |
| 2012 | с   | Связь              | Touch                 | Первый дядя Абдулы          |